# Finale del campionato mondiale di calcio 1958
La finale del campionato mondiale di calcio 1958 fu l'incontro di calcio decisivo per l'assegnazione del campionato del mondo 1958.
Fu disputata il 29 giugno 1958 al Råsundastadion di Solna, presso Stoccolma, in Svezia e vide la vittoria del Brasile sui padroni di casa con il risultato di 5-2.

## Le squadre
| Squadra | Finali disputate in precedenza (il grassetto indica la vittoria) |
| ------- | ---------------------------------------------------------------- |
| Brasile | 1 (1950)                                                         |
| Svezia  | Nessuna                                                          |

## Antefatti
In occasione dei mondiali del 1958 in Svezia, il Brasile fece la sua sesta apparizione alla massima manifestazione calcistica per nazionali.
Il palmares della Seleçao annoverava all'epoca appena tre edizioni del Campeonato Sudamericano de Football (precursore dell'odierna Copa América), tutte quante conquistate in edizioni casalinghe (1919, 1922 e 1949) e solo al termine di uno spareggio. Per fare un confronto, le altre due "grandi" del calcio sudamericano, Uruguay e Argentina, si erano già aggiudicate rispettivamente nove e undici edizioni del torneo continentale, e inoltre gli uruguagi avevano già vinto i Mondiali del 1930 e del 1950.
Ai Mondiali, il Brasile era stato eliminato al primo turno sia nel 1930 che nel 1934, e aveva conquistato il terzo posto nel Mondiale francese del 1938 dopo essere stato sconfitto in semifinale dall'Italia futura vincitrice del torneo. Al mondiale casalingo 1950, pur partendo favorita, la Seleçao aveva subito forse la sconfitta più clamorosa e bruciante della propria storia, uscendo battuta contro l'Uruguay nella partita passata alla storia come Maracanazo. Infine, nel 1954, i brasiliani si erano dovuti arrendere nei quarti di finale alla favoritissima Ungheria di Puskás.
Dal canto proprio, il mondiale casalingo rappresentava per la Svezia la sua quarta partecipazione ai Mondiali. Nelle tre precedenti, aveva sempre superato il primo turno, giungendo ai quarti di finale nel 1934, al quarto posto nel 1938 e al terzo posto nel 1950. Il palmares degli scandinavi era arricchito dal bronzo conquistato ai Giochi Olimpici di Parigi nel 1924 e dall'oro ottenuto a Londra nel 1948, battendo in finale la Jugoslavia.
Prima del mondiale del 1958, Brasile e Svezia si erano affrontate solo due volte, entrambe nella fase finale di un campionato mondiale di calcio: nel 1938, in occasione della finale per il terzo posto, il Brasile aveva prevalso per 4-2, mentre nel 1950, durante il girone finale del mondiale brasiliano, la Seleçao si era imposta con un pesante 7-1.

## Il cammino verso la finale

### Brasile

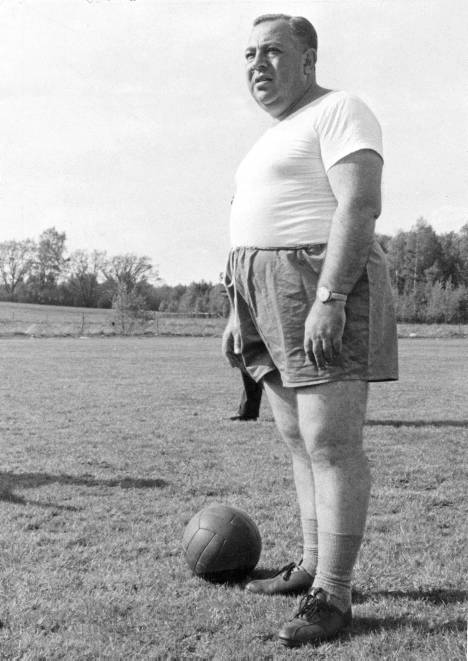
Il CT brasiliano Feola

Il Brasile giunse al mondiale svedese dopo aver vinto il gruppo 1 dei gironi di qualificazione della zona CONMEBOL. A seguito del ritiro del Venezuela, il girone della Seleçao si era trasformato in una sfida a due contro il Perù, che dette non poco filo da torcere ai brasiliani: all'andata, a Lima, i verdeoro pareggiarono per 1-1, mentre al ritorno, a Rio de Janeiro, vinsero di misura per 1-0 e ottennero l'accesso alla fase finale del mondiale.
Nel 1958, la Seleçao era allenata dall'ex-tecnico del San Paolo Vicente Feola. Subentrato sulla panchina brasiliana a Osvaldo Brandão, l'allenatore di origini italiane convocò per il torneo iridato una rosa avente come punti di forza giocatori destinati a dominare il calcio mondiale per buona parte del successivo decennio. In porta, la Seleçao annoverava l'estremo difensore del Corinthians Gilmar, mentre la difesa era incentrata sui terzini Djalma Santos e Nílton Santos e sul capitano Bellini. Colonne portanti del centrocampo brasiliano erano Zito e Didi, ma era soprattutto l'attacco il reparto più temibile della selezione verdeoro, in quanto annoverava le velocissime ali Garrincha e Zagallo e le punte centrali Altafini "Mazola", Vavá e Pelé.

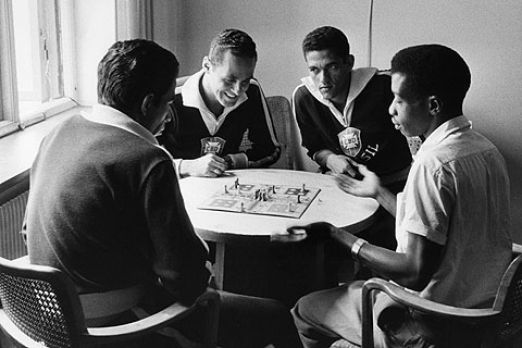
I brasiliani Vavá, Gilmar, Garrincha e Moacir mentre giocano a ludo in ritiro

Onde evitare al Brasile un esito analogo a quello del 1950, Feola sottopose la squadra ad un impegnativo ritiro durato oltre tre mesi, con l'ausilio di un team di specialisti, incluso uno psicologo.
Al primo turno, il Brasile fu sorteggiato nell'ostico gruppo 4 contro Austria, Unione Sovietica e Inghilterra.
L'8 giugno 1958 i brasiliani superarono l'Austria con un perentorio 3-0, grazie alla doppietta di Altafini e alla marcatura di Nilton Santos.
L'11 giugno, l'Inghilterra fermò però sullo 0-0 la Seleçao, che fu raggiunta in testa al girone dall'Unione Sovietica (vittoriosa per 2-0 sull'Austria).
Il 15 giugno, il Brasile affrontò i sovietici. Feola effettuò due rilevanti cambi rispetto alle formazioni delle prime due partite, schierando sulla fascia destra Garrincha e in attacco Pelé. Alla fine il Brasile vinse per 2-0, grazie alla doppietta di Vavá, e la vittoria consentì ai sudamericani di qualificarsi ai quarti di finale come primi classificati del girone.
Lì, essi affrontarono il Galles, privo dell'infortunato John Charles. I Dragoni si rivelarono lo stesso un duro ostacolo, e i Brasiliani poterono accedere alle semifinali soltanto grazie alla marcatura al 60' di Pelé, al suo primo goal ai mondiali.
Qui i brasiliani dovettero vedersela con la Francia del goleador Just Fontaine (futuro capocannoniere del torneo con 13 goal, record assoluto nella storia dei mondiali). Dopo due minuti, Vavá portò in vantaggio il Brasile, ma già al 9' proprio Fontaine ristabilì la parità. Il Brasile dimostrò tuttavia la propria superiorità: al 39' Didi siglò il 2-1 per i sudamericani, che nel secondo tempo dilagarono grazie ad una tripletta di Pelé, a cui seguì l'ininfluente secondo goal dei transalpini realizzato da Piantoni. Il Brasile si qualificò così alla finale, e divenne la prima nazionale non europea ad approdare alla partita decisiva di un mondiale disputato nel Vecchio continente.

### Svezia
Dal canto proprio, la Svezia era stata qualificata d'ufficio dalla FIFA alla fase finale del mondiale in quanto selezione del Paese organizzatore.

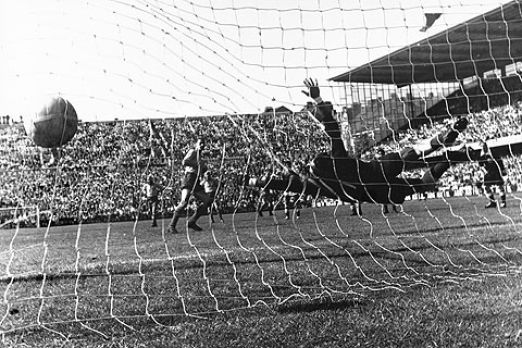
Liedholm realizza su rigore la rete del momentaneo 2-0 della Svezia sul Messico

Gli scandinavi erano allenati dal 1946 dall'inglese George Raynor, che aveva collezionato esperienze sulle panchine della Juventus (in coppia con Aldo Olivieri) e Lazio (a fianco di Roberto Copernico).

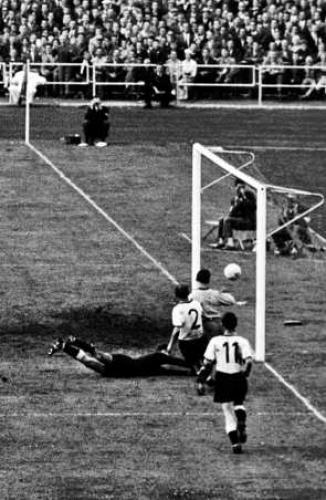
Hamrin sigla il definitivo 3-1 della Svezia sulla Germania Ovest in semifinale

La nazionale svedese annoverava cinque calciatori in forza a squadre italiane: i centrocampisti Liedholm (Milan), capitano della nazionale, e Gustavsson (Atalanta), e gli attaccanti Hamrin (Padova), Selmosson (Lazio) e Skoglund (Inter). Fulcri del centrocampo scandinavo erano la mezzala Gren (con un passato nel Milan, nella Fiorentina e nel Genoa) e Börjesson, che pur giocava nel modesto club di seconda divisione svedese del Norrby.
Circostanza piuttosto insolita per i mondiali di calcio, i padroni di casa erano sovente supportati durante le partite da una squadra di cheerleader. Inoltre, il pubblico svedese era solito scandire un coro ("Heja! Heja!") sotto la direzione di una persona che, scesa ai bordi del terreno di gioco, agitava una bandiera: alcune squadre avversarie si sarebbero lamentate di questa pratica, accusata di innervosire i propri calciatori.
La Svezia fu sorteggiata nel gruppo 3, contro Messico, Ungheria e Galles. A causa della rivoluzione ungherese del 1956, i magiari vice-campioni del mondo in carica non schieravano più la formidabile Aranycsapat, mentre il Galles era guidato dal citato John Charles, che alla Juventus formava il celebre Trio Magico insieme a Omar Sívori e Giampiero Boniperti.
L'esordio avvenne l'8 giugno al Råsundastadion di Solna (che sarebbe stato teatro di quasi tutte le restanti partite della Svezia), e lì gli scandinavi superarono agevolmente il Messico, grazie alla doppietta di Simonsson e al goal su rigore di Liedholm.
Quattro giorni dopo i padroni di casa affrontarono l'Ungheria: una doppietta di Hamrin, tra primo e secondo tempo, portò avanti di due goal la Svezia, e nonostante il goal della bandiera al 77' dell'ungherese Tichy complicò le cose, la Svezia riuscì lo stesso a rintuzzare i tentativi degli avversari di pareggiare, conquistando la seconda vittoria e proiettandosi nettamente in testa al girone. Il 15 giugno fu sufficiente un pareggio per 0-0 contro il Galles per qualificarsi come prima classificata ai quarti di finale.
Qui gli svedesi si trovarono di fronte l'Unione Sovietica di Jašin e Netto, un avversario tanto temuto al punto che alcuni calciatori svedesi avevano preparato le valigie per lasciare il ritiro già prima della partita, rassegnati all'eliminazione. Dopo un primo tempo a reti inviolate, la selezione scandinava si portò in vantaggio ad inizio ripresa con Hamrin, resistendo per quasi tutto il resto della frazione agli attacchi dell'URSS. A due minuti dalla fine, Simonsson realizzò per i padroni di casa il 2-0 definitivo, che portò la Svezia alla semifinale.
Il 24 giugno, a Göteborg, i padroni di casa affrontarono la Germania Ovest campione in carica. I tedeschi si portarono in vantaggio al 24' con Schäfer, ma otto minuti dopo la Svezia pareggiò con Skoglund. Sul finale della partita si ersero a protagonisti Gren e Hamrin, che, rispettivamente all'81' e all'88, realizzarono le reti che qualificarono la Svezia alla sua prima finale mondiale di sempre.

### Tabella riassuntiva del percorso
Note: In ogni risultato sottostante, il punteggio della finalista è menzionato per primo.
| Pos. | Squadra          | Pt | G | V | N | P | GF | GS | DR |
| ---- | ---------------- | -- | - | - | - | - | -- | -- | -- |
| 1.   | Brasile          | 5  | 3 | 2 | 1 | 0 | 5  | 0  | 5  |
| 2.   | Unione Sovietica | 3  | 3 | 1 | 1 | 1 | 4  | 4  | 0  |
| 3.   | Inghilterra      | 3  | 3 | 0 | 3 | 0 | 4  | 4  | 0  |
| 4.   | Austria          | 1  | 3 | 0 | 1 | 2 | 2  | 7  | -5 |

| Pos. | Squadra  | Pt | G | V | N | P | GF | GS | DR |
| ---- | -------- | -- | - | - | - | - | -- | -- | -- |
| 1.   | Svezia   | 5  | 3 | 2 | 1 | 0 | 5  | 1  | +4 |
| 2.   | Galles   | 3  | 3 | 0 | 3 | 0 | 2  | 2  | 0  |
| 3.   | Ungheria | 3  | 3 | 1 | 1 | 1 | 6  | 3  | +3 |
| 4.   | Messico  | 1  | 3 | 0 | 1 | 2 | 1  | 8  | -7 |

## Prepartita
Il 27 giugno, due giorni prima della finale, fu effettuato il sorteggio delle maglie della finale, dato che entrambe le contendenti sfoggiavano come prima tenuta la casacca gialla con pantaloncini blu: sarebbe stata la Svezia a giocare con la prima divisa, mentre il Brasile avrebbe indossato la maglia di riserva azzurra con i pantaloncini bianchi.
L'arbitro designato dalla FIFA per la finale fu Maurice Guigue, secondo (e, ad oggi, ultimo) francese a dirigere il match decisivo per l'assegnazione del titolo dopo Georges Capdeville nel 1938.
Il Brasile ottenne dalla FIFA il divieto per la Svezia di impiegare, in occasione della finale, le cheerleader a bordo campo, poiché, secondo i sudamericani, avrebbero fornito un ingiusto vantaggio ai padroni di casa.

## Descrizione della partita

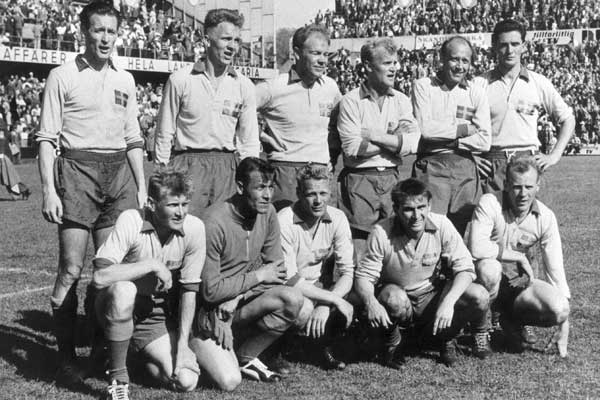
La nazionale svedese schierata a centrocampo prima della finale

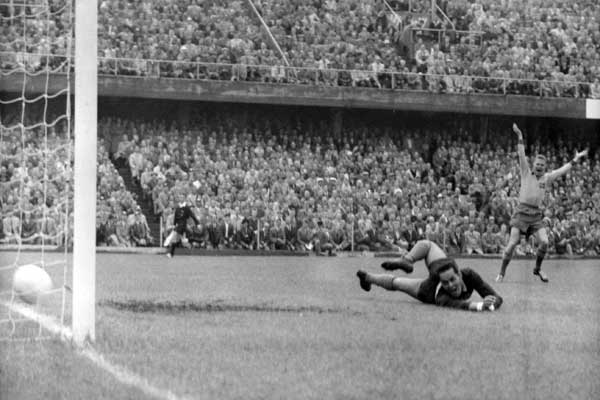
Il goal del momentaneo vantaggio svedese realizzato da Liedholm

Brasile e Svezia scesero in campo per l'appuntamento decisivo per l'assegnazione del titolo mondiale il 29 giugno 1958 alle ore 15:00, al Råsundastadion di Solna. La partita iniziò sotto la pioggia, peraltro come aveva sperato il CT svedese George Raynor, per rallentare le velocissime ali brasiliane.

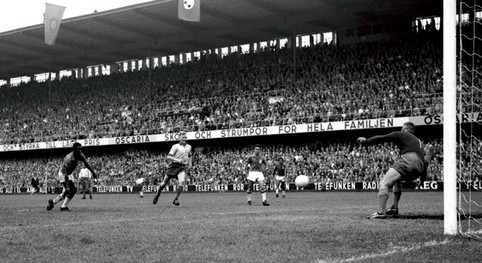
Pelé realizza il celeberrimo goal del 3-1

L'avvio dei padroni di casa fu veemente: al 4' Liedholm, dopo aver dribblato due avversari, batté Gilmar con un diagonale destro, portando in vantaggio la Svezia.
La reazione brasiliana fu però fulminea. Al 9', dopo una rapida progressione sulla fascia destra, Garrincha crossò in rasoterra il pallone nell'area svedese. La palla fu toccata da Pelé per Vavá, che la insaccò alle spalle dell'estremo difensore avversario Svensson segnando il gol del pareggio dopo uno svantaggio durato solo 5 minuti.
Non perdendosi d'animo, la Svezia perseverò nel proprio gioco e, nonostante un palo di Pelé, mantenne in parità il risultato fino al 32'. Qui, al termine di un'azione praticamente identica a quella del primo goal brasiliano, Garrincha, da destra, servì nuovamente Vavá, che siglò la rete del 2-1 per i sudamericani, punteggio con cui si chiuse la prima frazione di gioco.
Nel secondo tempo, salì in cattedra la classe del giovanissimo Pelé. Al 55', il futuro O Rei realizzò uno dei goal più belli nella storia del calcio: ricevuto un assist nell'area svedese, stoppò di petto la palla, eseguì un pallonetto (poi definito "sombrero" dalla stampa) per saltare l'accorrente Gustavsson e riprese la sfera al volo battendo Svensson.
Garrincha sfiorò il goal con un tiro deviato in angolo in prossimità dell'incrocio dei pali da Svensson, ma la quarta marcatura del Brasile era solo rimandata: al 68' Zagallo, dopo aver battuto un calcio d'angolo, intervenne sulla ribattuta della difesa svedese, trafiggendo la porta avversaria con un rasoterra diagonale sinistro.
Ormai rassegnata alla sconfitta, la Svezia riuscì ad andare in goal all'80' con Simonsson, ma al 90', Pelé realizzò di testa la quinta rete dei brasiliani.

## Tabellino
| Arbitro: | Maurice Guigue |

|                                        |           |                           |
| Vavá 9’, 32’ Pelé 55’, 90’ Zagallo 68’ | Marcatori | 4’ Liedholm 80’ Simonsson |

| Brasile | Svezia |

| Brasile (4-2-4) |    |               |
|                 |    |               |
| P               | 3  | Gilmar        |
| D               | 4  | Djalma Santos |
| D               | 15 | Orlando       |
| D               | 2  | Bellini       |
| D               | 12 | Nílton Santos |
| C               | 19 | Zito          |
| C               | 6  | Didi          |
| A               | 11 | Garrincha     |
| A               | 20 | Vavá          |
| A               | 10 | Pelé          |
| A               | 7  | Zagallo       |
| CT:             |    |               |
| Vicente Feola   |    |               |

| Svezia (Sistema) |    |                  |
|                  |    |                  |
| P                | 1  | Kalle Svensson   |
| D                | 2  | Orvar Bergmark   |
| D                | 6  | Sigvard Parling  |
| D                | 14 | Bengt Gustavsson |
| D                | 3  | Sven Axbom       |
| C                | 8  | Gunnar Gren      |
| C                | 15 | Reino Börjesson  |
| C                | 4  | Nils Liedholm    |
| A                | 7  | Kurt Hamrin      |
| A                | 9  | Agne Simonsson   |
| A                | 11 | Lennart Skoglund |
| CT:              |    |                  |
| George Raynor    |    |                  |

| Assistenti arbitrali: Albert Dusch (Germania) Juan Gardeazabal (Spagna) |

## Il dopopartita

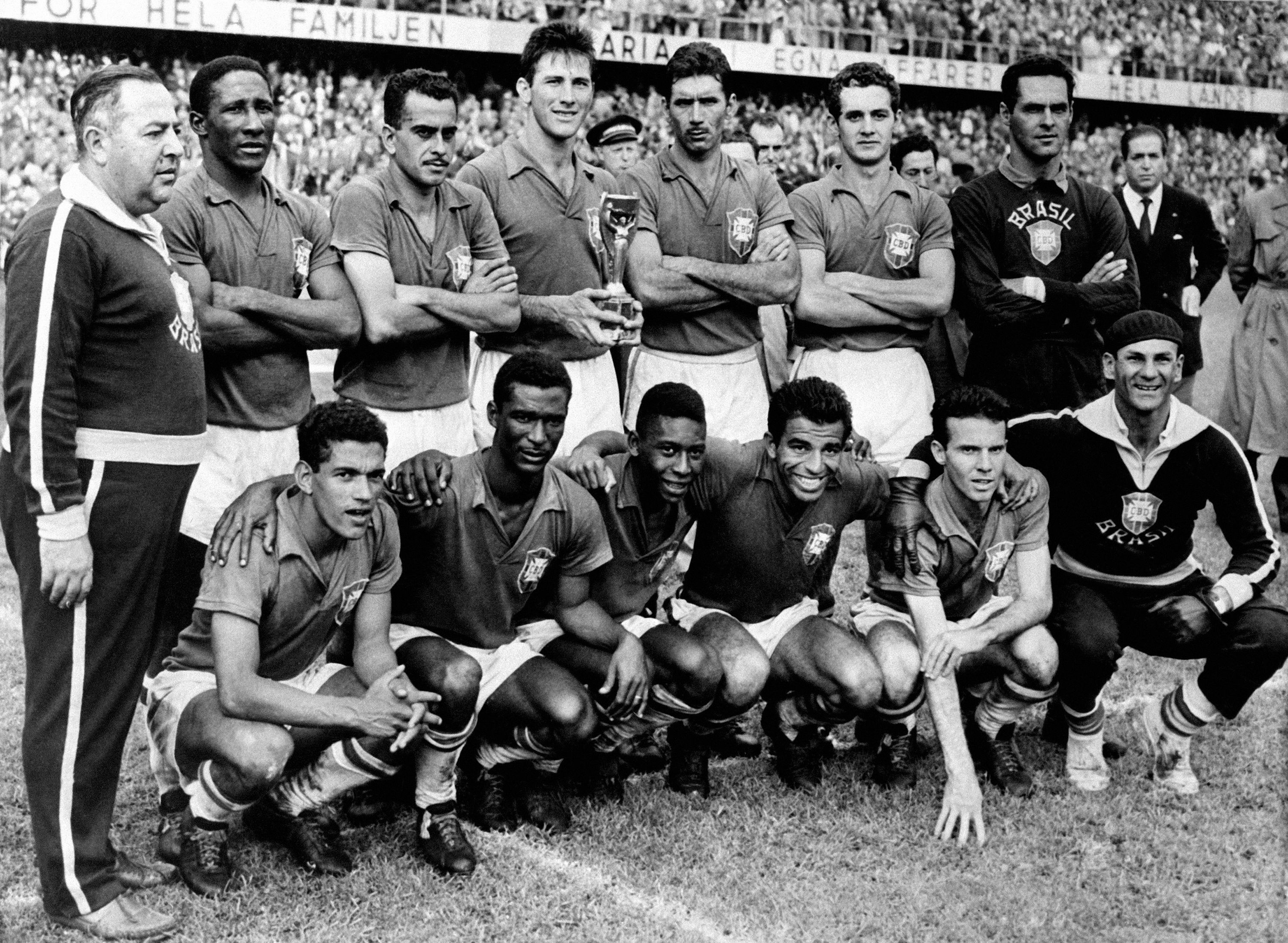
Il Brasile neo-campione del mondo con la Coppa Rimet

Il Brasile riuscì finalmente a far suo il mondiale, superando il dramma vissuto otto anni prima in occasione del Maracanazo e divenendo la prima nazionale a vincere un mondiale al di fuori del proprio continente (impresa poi ripetuta dallo stesso Brasile ai mondiali nippo-coreani del 2002, e riuscita alla Spagna in Sudafrica nel 2010, alla Germania in Brasile nel 2014 e all'Argentina in Qatar nel 2022).
Al termine della partita, i calciatori verdeoro effettuarono un giro d'onore a bordo campo con un'enorme bandiera svedese, ricevendo un nutrito e sportivo applauso da parte del pubblico di casa.
La finale del 1958 stabilì alcuni record tutt'oggi resistenti. Anzitutto, fu la finale del campionato del mondo con il maggior numero di reti segnate (7), l'unica in cui una squadra sia riuscita a segnare 5 goal e quella in cui la vincitrice si sia imposta con lo scarto più grande (3 goal), insieme alle finali del 1970 (Brasile-Italia 4-1) e del 1998 (Francia-Brasile 3-0).
Ulteriori record furono quello del marcatore più giovane e del marcatore più anziano in una finale di Coppa del Mondo, rispettivamente stabiliti da Pelé (17 anni e 249 giorni) e da Liedholm (35 anni e 263 giorni).
Il 4 febbraio 2024 muore Kurt Hamrin, ultimo sopravvissuto tra i calciatori scesi in campo in occasione della finale.

## Filmografia
- Pelé, film statunitense del 2016, diretto da Jeff e Michael Zimbalist.